# Фенир, Штефани
Штефани Фенир (нем. Stephanie Venier; 19 декабря 1993, Инсбрук) — австрийская горнолыжница. Чемпионка мира 2025 года, серебряный призёр чемпионата мира 2017 года. Специализируется в скоростных дисциплинах. Член сборной команды Австрии по горнолыжному спорту. Участница зимних Олимпийских игр 2018 года.

## Карьера
Дебют на этапах Кубка мира состоялся 12 января 2013 года в скоростном спуске на трассе Санкт-Антон-ам-Арльберг, где она финишировала 39-й. 30 ноября 2013 года Фенир выиграла первые очки в Кубке мира, заняв 27-е место в супергиганте в Бивер-Крике.
Во время подготовки к скоростному спуску Кубка мира, 10 января 2015 года у неё произошло повреждение хряща в левом колене, сезон для неё был завершён.
Сезон 2016/17 года начался с седьмого места в скоростном спуске в Канаде и шестого места в супергиганте в Валь-д’Изере. На чемпионате мира в Швейцарии в 2017 году она была 2-й в скоростном спуске и выиграла серебряную медаль.
На зимних Олимпийских играх 2018 года, в возрасте 24-х лет, она приняла старт в двух дисциплинах, в скоростном спуске и комбинации, но ни одну не смогла завершить.
В январе 2019 года она впервые в карьере одержала победу на этапе Кубка мира в немецком Гармиш-Партенкирхене, в скоростном спуске.
В сезоне 2019/20, 6 декабря 2019 года, на этапе в Канаде показала третье время в скоростном спуске.
На чемпионате мира 2025 года в австрийском Зальбахе выиграла золото в супергиганте. Победа Фенир была достаточно неожиданной, так как за карьеру она выиграла всего один этап Кубка мира в супергиганте. В командной комбинации в паре с Катариной Труппе выиграла бронзовую медаль. 

## Выступления на крупнейших соревнованиях

### Олимпийские игры
| Чемпионат мира | Скоростной спуск | Супергигант | Гигантский слалом | Слалом | Комбинация | Команды |
| -------------- | ---------------- | ----------- | ----------------- | ------ | ---------- | ------- |
| 2018 Пхёнчхан  | DNF              | —           | —                 | —      | DNS1       | —       |

### Чемпионаты мира
| Чемпионат мира         | Скоростной спуск | Супергигант | Гигантский слалом | Слалом | Комбинация | Команды | Паралл. гигантский слалом |
| ---------------------- | ---------------- | ----------- | ----------------- | ------ | ---------- | ------- | ------------------------- |
| 2017 Санкт-Мориц       | 2                | 7           | —                 | —      | —          | —       | н/д                       |
| 2019 Оре               | 4                | DNF         | —                 | —      | —          | —       | н/д                       |
| 2021 Кортина-д’Ампеццо | —                | 20          | —                 | —      | —          | —       | —                         |
| 2023 Мерибель          | 7                | —           | —                 | —      | —          | —       | —                         |
| 2025 Зальбах           | 9                | 1           | —                 | —      | 3          | —       | н/д                       |

### Победы на этапах Кубка мира (3)
| № | Сезон   | Дата        | Место проведения    | Дисциплина           |
| - | ------- | ----------- | ------------------- | -------------------- |
| 1 | 2018/19 | 27 янв 2019 | Гармиш-Партенкирхен | Скоростной спуск (1) |
| 2 | 2023/24 | 26 янв 2024 | Кортина-д’Ампеццо   | Скоростной спуск (2) |
| 3 | 2023/24 | 18 фев 2024 | Кран-Монтана        | Супергигант (1)      |